# Paralutra garganensis
Paralutra garganensis (Willemsen, 1938) è una specie estinta di lontra vissuta nel Miocene superiore, circa 11,6-5,3 milioni di anni fa (Messiniano), in quella che oggi è la penisola del Gargano, Italia. 

## Classificazione
Questo mustelide fu uno dei primi mammiferi classificati dell'antica isola del Gargano, durante le spedizioni paleontologiche di Willemsen, nel 1938 (che assieme a Freudenthal, contribuì anche a popolarizzare i fossili del Gargano). Al momento della sua descrizione, l'animale era conosciuto solamente da denti isolati, un osso del tallone e un frammento della mascella. Nonostante i pochi reperti, Willemsen notò una profonda differenza dentaria rispetto ad altre lontre mioceniche: le dimensioni erano maggiori rispetto ad una comune lontra europea, e i denti erano enormi e irrobustiti. Da questi dati, Willemsen concluse che i reperti appartenessero ad una lontra estinta relativamente grande e dalla dieta durofaga, ossia con un'alimentazione basata su organismi provvisti di guscio (es. bivalvi). Oggi l'unico lutrino con dieta prevalentemente durofaga è la lontra di mare (Enhydra lutris).
Willemsen denominò l'animale Paralutra garganensis, ipotizzando che si trattasse di una forma insulare gigante derivata dalla specie continentale Paralutra jaegeri. Nel 2011, la società paleontologica italiana pubblicò nuovi reperti assegnati a P. garganensis, che comprendevano vertebre e parti delle articolazioni. Gli studiosi notarono come alcune vertebre cervicali riconducessero ad uno stile di foraggiamento da fondale piuttosto che da superficie, avvalorando l'ipotesi di una dieta durofaga. Il tallone inoltre aveva una struttura differente rispetto ad altri lutrini acquatici, il che avrebbe conferito all'animale capacità natatorie inferiori a quelle delle altre lontre, forse un ulteriore adattamento ad una dieta durofaga, che non necessita grandi abilità natatorie.

## Tassonomia
Xiaoming et al. (2017) descrivono una nuova specie di lontra gigante della Cina miocenica, Siamogale melilutra, e compiono uno studio tassonomico su vari lutrini fossili, tra cui Paralutra garganensis. Dall'analisi filogenetica ne è risultato che Paralutra è un genere parafiletico, dunque P. garganensis risulta maggiormente imparentata con altre lontre mioceniche rispetto a P. jaegeri.